# 895 Helio
895 Helio
895 Helio là một tiểu hành tinh ở vành đai chính. Nó được Max Wolf phát hiện ngày 11.7.1918 ở Heidelberg, và được đặt theo tên Helium (Heli), nguyên tố mà Paschen và Runge cùng nghiên cứu chung (Paschen đặt tên vậy theo yêu cầu của Wolf).